# Heinkel He 219
Heinkel He 219 Uhu (Ugglan) var ett tyskt nattjaktflygplan som användes under andra världskriget. Planet tillverkades i sammanlagt cirka 300 exemplar i ett antal olika versioner.

## Varianter
He 219 A-0
Förseriemodell som kom att produceras i 104 exemplar. Utrustad med Daimler-Benz DB 603A-motorer på 1750 hk.
He 219 A-1
Föreslagen spanings- och bombplansmodell, aldrig fullbordad.
He 219 A-2
Baserad på A-0 men med utökade bränsletankar, 85 byggda.
He 219 A-2/R1
Rüstsätze som utökade planets beväpning med 2 × 30 mm MK 108 i Schräge Musik-installation.
He 219 A-5
Planerat tresitsigt nattjaktplan, endast ett fåtal prototyper byggda.
He 219 A-6
Planerad höghastighetsversion för att jaga Mosquito-bombare med reducerad beväpning, 4 × 20 mm MG 151/20-kanoner.
He 219 A-7
Förbättrat nattjaktplan, 210 beställda i november 1944